# Profi-Magazin für Agrartechnik
profi – Magazin für professionelle Agrartechnik ist eine monatlich erscheinende Zeitschrift für Agrartechnik. Sie erscheint im Landwirtschaftsverlag Münster.

## Inhalt
Die Zeitschrift publiziert Testberichte über Neu- und Gebrauchtmaschinen, Langzeittests und Fahrberichte zu Traktoren, Selbstbaulösungen, Reparaturanleitungen, Werkstattkniffe, Funktionsbeschreibungen der Elektronik sowie Tipps zur Pflege und Wartung von Maschinen.
Die Zeitschrift profi erreichte im ersten Halbjahr 2010 mit mehr als 64.000 Abonnenten den dritten Platz unter den abonnierten landwirtschaftlichen Fachzeitschriften der IVW-Kontrolle.

## Auszeichnungen
'profi - Das Magazin für professionelle Agrartechnik' wurde von der deutschen Fachpresse in der Kategorie Handwerk und Agrar zum Fachmedium des Jahres 2008 gekürt.

## Auflagenentwicklung
Im Jahr 1998 betrug die verkaufte Auflage 165.284 Stück und stieg bis 2015 auf 292.383 Stück an. Die Entwicklung der Auflage ist inzwischen seit über 9 Jahren rückläufig. Laut der Informationsgemeinschaft zur Feststellung der Verbreitung von Werbeträgern betrug die verkaufte Auflage im Jahr 2023 noch 235.580 Stück.